# Список умерших в 1019 году

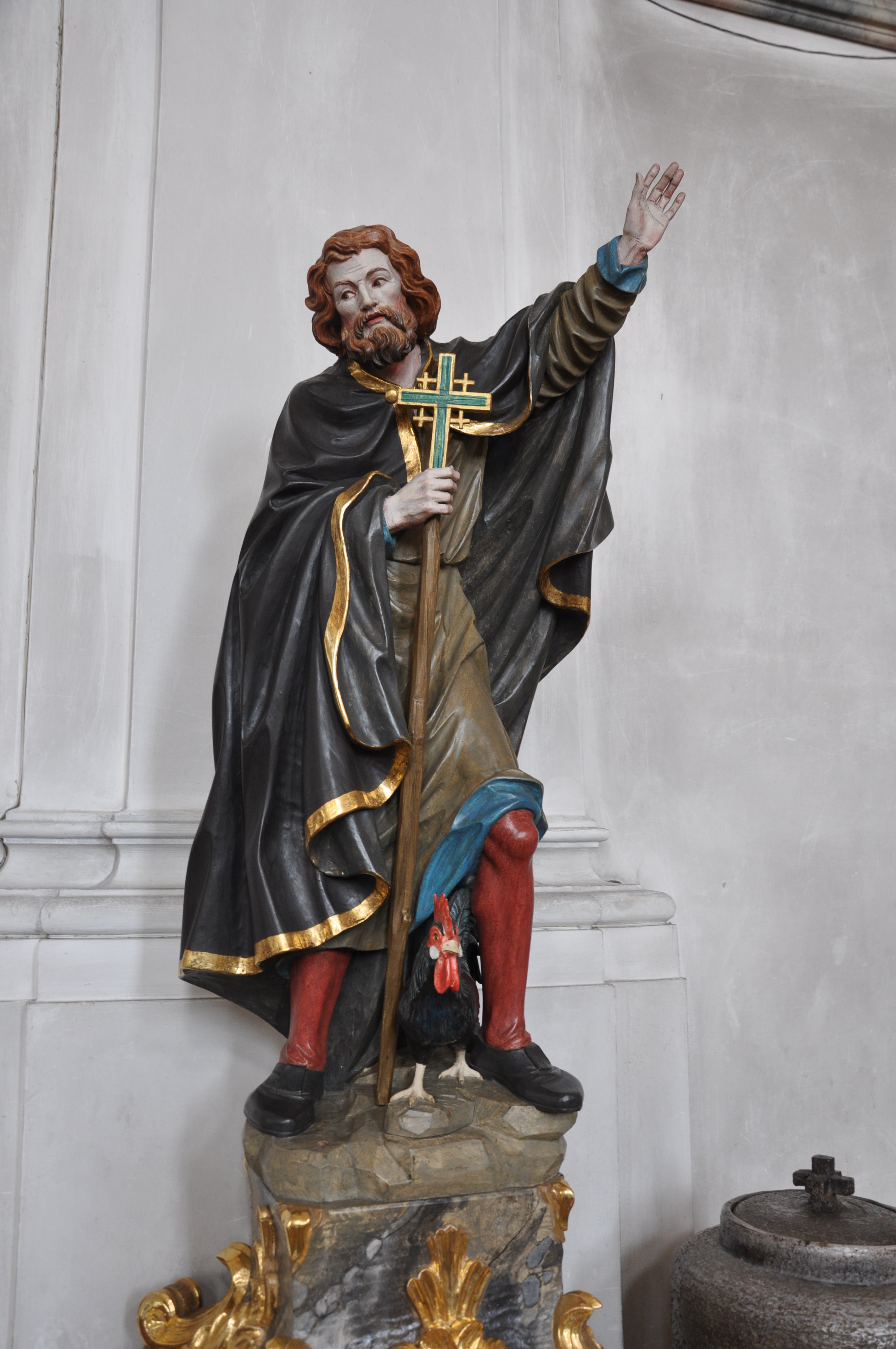
Хеймрад Швабский

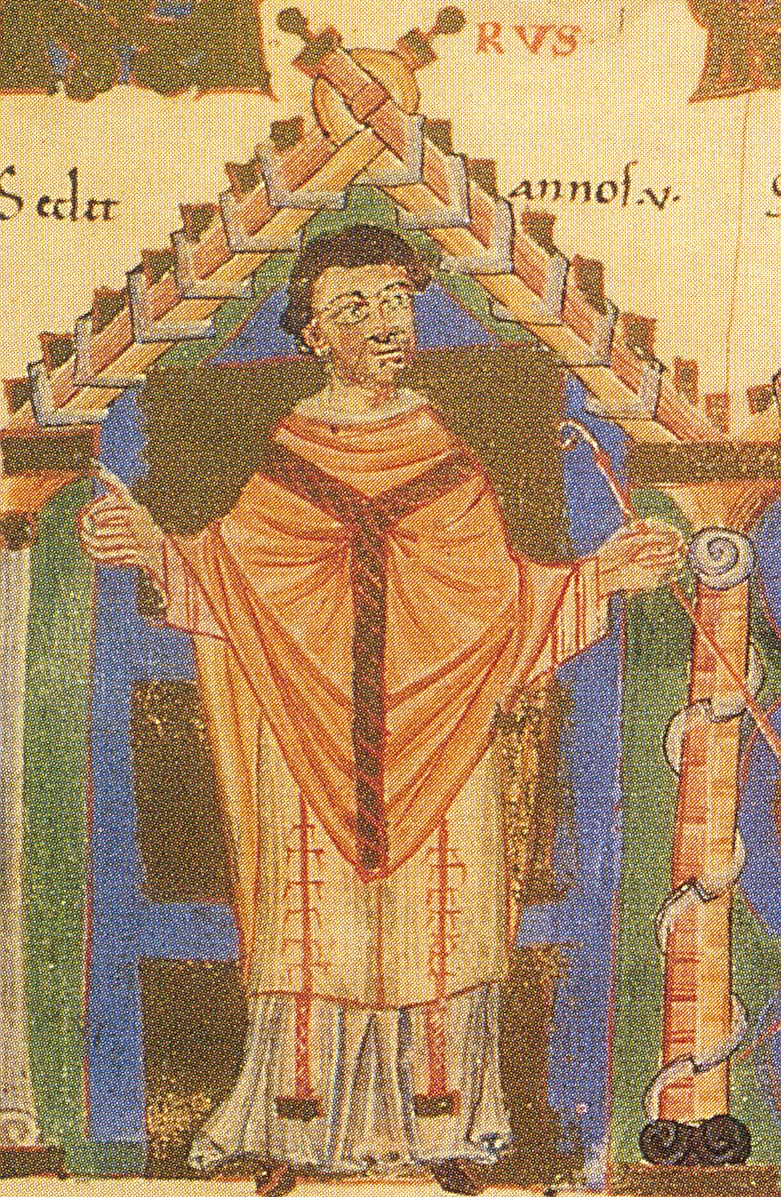
Гундекар I

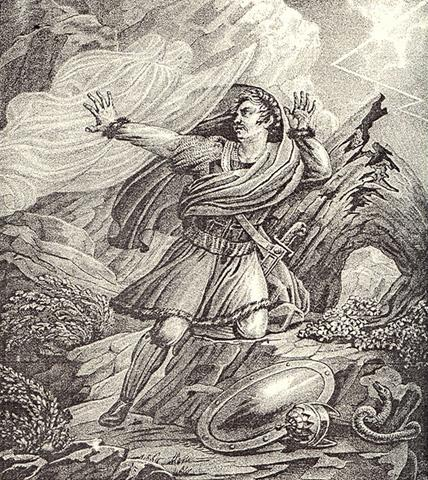
Святополк Владимирович Окаянный

В этой статье представлен список известных людей, умерших в 1019 году.
См. также: Категория:Умершие в 1019 году

## Январь
- 6 января — Оттвин[нем.] — первый граф Лурнгау

## Июнь
- 28 июня — Хеймрад Швабский[англ.] — католический святой, юродивый[1][2].

## Июль
- 7 июля — Герберга Бургундская — герцогиня-консорт Швабии, жена Германа II
- Сергий II Студит — Константинопольский патриарх (1001—1019)

## Октябрь
- 6 октября — Фридрих Люксембургский — граф Мозельгау (988—1019)

## Декабрь
- 20 декабря — Гундекар[нем.] — епископ Айхштета (1015—1019)

## Дата неизвестна или требует уточнения
- Алдхун — первый епископ Дарема
- Минамото но Мичинари[фр.] — японский поэт
- Святополк Владимирович Окаянный — Великий князь Киевский (1015—1016, 1018—1019)
- Эйвинд[исп.] — норвежский политический деятель, персонаж Саги об оркнейцах